# 静岡大学教育学部附属静岡中学校
静岡大学教育学部附属静岡中学校（しずおかだいがくきょういくがくぶふぞくしずおかちゅうがっこう）は、静岡市葵区にある国立大学附属学校（中学校）。静岡大学教育学部の附属中学校である3校のうちの一つ。通称・略称は｢附中｣（ふちゅう）、「附静中」（ふしずちゅう）、｢静附」（しずふ）、｢静中」（しずちゅう）等。

## 概要
- 国立大学附属学校として、教育研究と教育実習を目的とした運営がなされている。
- 静岡大学には附属高校が無いため、卒業生は県内外の高等学校に進学する。[1][リンク切れ]
- 校則は存在せず、代わりに「生徒心得」なるものが存在する[2]。
- 授業では教科書を使用することが少ないので、主にプリントを使うことが多く、教師がテーマを生徒に与え、生徒がそのテーマから感じた問いや興味を感じたことを追究しレポートにまとめ、全体で討論をする形式が多い。このため、中学の学習指導要領を超越した範囲の内容を扱うこともあり、高度な内容の授業を行う際は、教師も生徒と共に討論に参加し、相互の議論が展開される。
- 年3回程度、教育実習生 （主に静岡大学教育学部生）が実習に来る。
- 授業後には「追求（究）の記録」という授業の感想、意見、考察などを書く。書かない時もあり、その頻度は教師によって異なる。
- 1学年の定員は144名 (1クラスの定員は36名) 。しかし、2017年度入学生以前は1学年の定員が160名だった。(1クラスの定員は40名）
- A組・B組・C組・D組の4クラスに分かれ、それぞれを縦割りにした際は「集団」と呼称する。
- 校歌は作詞草野心平、作曲團伊玖磨。
- 生徒会の歌 （作詞小泉萩子、作曲永島和子）を生徒手帳に記載しているが、普段歌われることはない。存在を知らない生徒も多い。
- 制服の指定は無い。男子は学生服、女子は私服と言われることがあるが、事実ではない。但し、卒業式や始業式などの行事の際に着る正装（スーツ等）を必ず各生徒一着以上持っている。通常時に正装で登校しても構わない。
- 自転車通学や自家用車での登下校が禁止されているため[3]、バスや電車などの公共交通機関を利用する。
- 毎年1月に入学試験が行われる。入学希望者には算数、国語の問題とグループディスカッション、面接試験の選考試験を課す。 (隣接する附属静岡小学校から100名程度面接試験のみで入学する。その生徒の人数によって、外部からの合格人数が変化する。)
- 静岡県の入学試験を行う中学校（外部生）の中では、倍率が他の中学校と比べて非常に高く、2019年度入学生の内、外部生の入学試験は倍率が約2.7倍となっている。
- 1年間に 1,2年生は、校内テストが2回、静岡県学力調査が1回であり、3年生は校内テストが1回、静岡県学力調査が2回、他社によるテストが2回と、他校に比べ少ない。

## 歴史
- 1941年4月 - 静岡師範学校附属国民学校高等科が発足
- 1943年4月 - 静岡師範学校が官立へ移管、名称が静岡第一師範学校附属国民学校高等科となる。
- 1947年4月1日 - (新制)静岡第一師範学校男子部附属中学校として開校。
- 1947年4月30日 - 大洋アルミ工場食堂を仮設舎として開校式挙行。生徒(1，2年)204名・教官(教諭)4名
- 1947年5月24日 - 小鹿三菱工場を借用し移転
- 1947年6月30日 - 教官2名増員
- 1947年9月1日 - 城内旧陸軍兵舎の一部を転用し移転
- 1947年11月21日 - 現在の静岡大学教育学部附属静岡小学校の場所に移転
- 1948年3月 - 初めて入学試験を行う
- 1948年7月20日 - 現在の校地（当時の地番：静岡市追手町244番地）に移転
- 1949年3月17日第1回卒業式を開催(卒業生101名)。
- 1949年6月1日 - 静岡大学の創立により、静岡大学静岡第一師範学校附属中学校と改名
- 1951年 - バスケット部が県大会で初優勝
- 1951年3月頃 - 学芸会(後に文化祭に改名)が市の公会堂で行われる
- 1951年4月1日 - 静岡大学教育学部附属静岡中学校に改称。それとともに、徴章が改正。現在のものになる。
- 1952年9月6日 - 図書館落成、図書数700冊
- 1953年7月22日 - 7月29日 - 初の全校生徒によるキャンプが、蓼科高原・富士五湖・箱根・伊豆・梅ヶ島などで行われる
- 1953年10月10日 - 初の運動会開催
- 1956年5月1日 - 鉄筋校舎完成
- 1969年3月31日 - 体育館完成
- 1969年6月1日 - 校旗・校歌制定
- 1980年3月31日 - プール完成
- 1987年5月25日 - 多目的ホール完成
- 2003年 - 文化祭が廃止。
- 2004年 - 国立大学法人化
- 2005年 - 体育館耐震工事
- 2009年 - 校舎耐震工事。男子バレー部休部。
- 2014年 - 武道場完成
- 2016年 - 附中キャンプが2泊3日から1泊2日に変更
- 2018年 - 男子・女子硬式テニス部の部員の募集を一時停止。12月に文化祭実施
- 2019年 - 冷房・大型モニター設置・運用開始。テニス部が正式に廃部となる。
- 2020年 - 新型コロナウイルスの感染拡大の影響により1年生を迎える会、附中キャンプ、3年生を送る会、離任式が中止。合唱発表会は規模縮小。総会はZoomを使用しリモート開催となる。体育館トイレが改修される。
- 2021年 - 前年に引き続き離任式の他、文化旅行・合唱発表会が中止。附中キャンプ・体育祭は規模縮小の上開催。換気扇設置・運用開始。GIGAスクール構想に基づきタブレット端末を80台導入。生徒会により文化祭を12月に実施。
- 2022年 - 前年に引き続きタブレット端末を追加導入し、生徒全員が端末所持となる。附中キャンプ・合唱発表会が復活。
- 2023年 - 体育祭の熱中症対策等により10月開催となるなど大幅に年間スケジュールが変更される。その影響から合唱発表会が行われず、その代替案として蛍雪祭（文化祭）が実施される。
- 2024年 - 「一年生を迎える会」の名称が「春日祭（読み：シュンジツサイ）」に変更される。

## 校風
- 校訓は「自主独立」及び「真善美」である。
- 平成28年度の学校教育目標は「よりよいものを求めてこだわり高め合う生徒」である。
- 令和3年度の生徒会の基本方針は「附中未来を共創する」。
- 校風は自由であり、生徒の自主性が尊重される。また、討論会も頻繁に行われる。
- 各行事の運営は生徒が主体となって行われ、年度毎に内容が異なる特徴を持つ。

## 機関
本校は、大半の事柄（三大行事の開催についてなど）を生徒総会・議会によって決定するため、他の学校にはない機関も存在する。

### 機関一覧
- 議長団
- 本部（生徒会）
- 予算編成委員会
- 選挙管理委員会
- 全校選出中央委員会
- 係[4]
- 学級代表会（学代会）
- 新聞委員会
- 特別研究委員会

なお、各係は生徒会の下部組織として存在する。よって、公平な記事作成を厳守せねばならない新聞委員会や、第三者的目線から活動する特別研究委員会、各係員、議長、そして生徒会長などを決める選挙を管理する選挙管理委員会は、生徒会の影響を受けない「独立機関」と呼称されている。

## 学校行事

### 年間予定（2022年度まで）
- 4月 - 始業式、入学式、1年生を迎える会（現・春日祭）
- 5月 - 教育実習II・III
- 6月 - 教育実習III
- 7月 - 附中キャンプ (本栖湖畔の浩庵テント村へ1泊2日のキャンプに行く。1～3年生の各集団で縦割りの班をつくり、2日間を過ごす。)
- 8月 - （夏季休業）
- 9月 - 体育祭、学校公開
- 10月 - 始業式、教育研究協議会、教育実習Ⅰ
- 11月 - 附中夢講座
- 12月 - 合唱発表会
- 1月 - 附属静岡中入学試験
- 2月 - 職業体験学習（1年）、文化旅行（2年）
- 3月 - 3年生を送る会、卒業式、修了式、離任式

### 蛍雪祭
令和5年度11月3日の昼休み～係活動の時間に生徒会本部により合唱発表会に代わる新たな附中三大行事となることを目的として試験的にクイズ大会・有志ステージのみ実施された。

### 三大行事
附中キャンプ・体育祭・合唱発表会はあわせて三大行事と呼ばれる。附中キャンプは学校側から提案される学校行事である。体育祭・合唱発表会は生徒会によって行われる生徒会行事である。学校行事は基本方針が教員によって提示されることが多い。一方、生徒会行事は生徒会本部が行事案を提案し、中央委員会・生徒総会で審議をしたうえで基本方針が決まる。どちらも生徒主体で創りあげられる事に変わりはない。

## アクセス
- 静岡駅北口から徒歩12分
- 新静岡駅から徒歩5分、日吉町駅から徒歩7分
- しずてつジャストライン市民文化会館入口バス停より徒歩2分
- しずてつジャストライン県庁・静岡市役所葵区役所バス停より徒歩7分

## 著名な出身者
- 齋藤孝（教育学者）
- 板倉光隆（俳優・声優）
- 金原千恵子（ヴァイオリニスト）
- 美尾洋乃（音楽家）
- 牧野聖修（政治家）
- 氏家夏彦（メディアコーディネーター、元TBSテレビ経営企画局長・コンテンツ事業局長・番組プロデューサー、元TBS関連会社代表取締役社長多数）
- 広瀬一郎（スポーツコンサルタント）
- 佐野洋子（絵本作家）
- 丸茂ジュン（官能小説家）
- 菅真理子（第99代内閣総理大臣・菅義偉の妻）